# Max Hanselmann

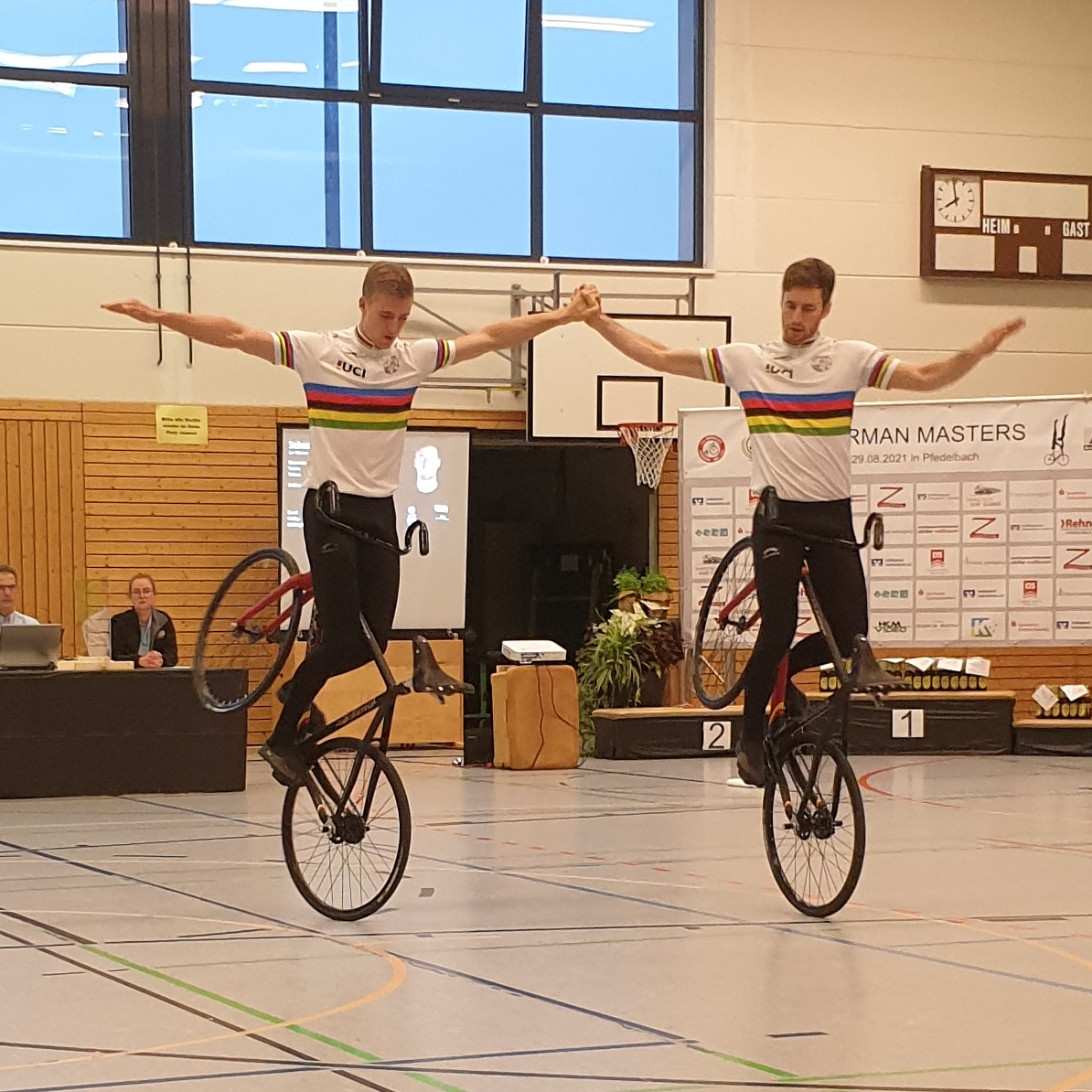
Max Hanselmann und Serafin Schefold bei ihrer Weltrekord Kür

Max Hanselmann (* 17. September 1997) ist ein ehemaliger deutscher Kunstradfahrer. Er war zusammen mit Serafin Schefold sechsmaliger Weltmeister im Zweier-Kunstradfahren Elite offene Klasse der Jahre 2017 bis 2023. Zusammen mit Hanselmann ist er noch immer Weltrekordhalter dieser Disziplin. Sie starteten für den RV Hohenlohe Öhringen 1887 e.V.
Durch seine Mutter Simone kam Max im Alter von 5 Jahren zum Kunstradfahren. In dieser Zeit wurde er von Nathalie Elhardt (geb. Reichert) und Sabine Kränzle trainiert. Er absolvierte in der Schülerklasse zahlreiche Wettkämpfe im Einer. In seinem vorletzten Schülerjahr begann er, auf Vorschlag der damaligen Landeskadertrainerin Kathrin Igel, die zweier Karriere mit Serafin Schefold. Bis zum Ende der Schülerzeit bestritten beide, sowohl im Einer als auch im Zweier, Wettkämpfe.
Der größte Erfolg der Juniorenzeit war der Europameister Titel 2014. Hinzu kommen weitere Titel auf Landesebene sowie einige Podestplätze auf Bundesebene.
Trainiert werden die beiden von Jürgen Wieland, Roland Schefold und Andrea Weber.
Nach erfolgreichem Abschluss der Realschule Öhringen, begann Max eine Ausbildung zum Industriemechaniker beim Neuensteiner Getriebehersteller Getrag. Im Anschluss zur Ausbildung arbeitete er bei einem kleinen Werkzeugbauerbetrieb, ehe er 2018 nach Hassloch zur Firma Hildebrand Schleiftechnik und Gartengeräte wechselte. Dort ist er seitdem als Werkzeugschleifer tätig.
Im März 2024 erhielt Max Hanselmann, wie auch Serafin Schefold, das Silberne Lorbeerblatt. Im Juli 2024 beendeten die beiden ihre sportliche Karriere.

## Erfolge
Elite
- Weltrekordhalter mit 173,50 Punkten
- Weltmeister 2017, 2018, 2019, 2021, 2022, 2023
- Weltcup-Gesamtsieger 2018, 2020, 2021
- 14 Weltcup-Siege (2018–2024)
- Europameister 2022
- Deutscher Meister 2017, 2018, 2021, 2022, 2023
- 1. Platz German-Masters-Serie 2018, 2019, 2021
- 2. Platz German-Masters-Serie 2016, 2017
- Baden-Württembergische Meister 2015, 2016, 2017, 2018
- UCI-Ranking-Sieger (Nr. 1 Weltrangliste) 2021

Junioren (U19)
- Europameister 2014
- Baden-Württembergische Meister 2014

In den Jahren 2014, 2016, 2017, 2018, 2021 und 2023 wurden sie zur Mannschaft des Jahres in Hohenlohe gewählt.
Am 7. März 2024 erhielten sie von Bundesinnenministerin Nancy Faeser für die Erfolge in den Jahren 2017, 2018 und 2019 die höchste Auszeichnung für Sportler, das silberne Lorbeerblatt.